# FIA World Endurance Championship 2013
Het FIA World Endurance Championship 2013 was het tweede seizoen van het FIA World Endurance Championship, een autosportkampioenschap met endurancewedstrijden dat georganiseerd wordt door de Fédération Internationale de l'Automobile (FIA) en de Automobile Club de l'Ouest (ACO). In het kampioenschap reden prototype- en GT-wagens verdeeld onder vier klassen. Er werden wereldtitels uitgedeeld aan de hoogst geplaatste coureurs en constructeurs in zowel de prototype- als de GT-klassen.
Het seizoen werd overschaduwd door het dodelijke ongeluk van Allan Simonsen tijdens de 24 uur van Le Mans.

## Kalender
Op 28 september 2012 werd de WEC-kalender van 2013 bekend gemaakt. Zeven van de acht races uit het seizoen 2012 keerden terug, alhoewel er wel een aantal verschuivingen waren. De 6 uur van Silverstone werd verplaatst van augustus naar april en is nu de seizoensopener. Alle niet-Europese races werden achter elkaar gehouden om kosten te besparen. De 6 uur van het Circuit of the Americas verving de 12 uur van Sebring. Tot slot werd de 6 uur van Bahrein verplaatst van september naar november, zodat de temperatuur tijdens de race lager is. Hierdoor is het de nieuwe seizoensfinale.
| Ronde | Race                                  | Circuit                        | Datum        |
| ----- | ------------------------------------- | ------------------------------ | ------------ |
| 1     | 6 uur van Silverstone                 | Silverstone                    | 14 april     |
| 2     | 6 uur van Spa-Francorchamps           | Circuit de Spa-Francorchamps   | 4 mei        |
| 3     | 24 uur van Le Mans                    | Circuit de la Sarthe           | 22-23 juni   |
| 4     | 6 uur van São Paulo                   | Autódromo José Carlos Pace     | 1 september  |
| 5     | 6 uur van het Circuit of the Americas | Circuit of the Americas        | 22 september |
| 6     | 6 uur van Fuji                        | Fuji Speedway                  | 20 oktober   |
| 7     | 6 uur van Shanghai                    | Shanghai International Circuit | 9 november   |
| 8     | 6 uur van Bahrein                     | Bahrain International Circuit  | 30 november  |

## Teams en coureurs
Inschrijvingen in het groen komen alleen in aanmerking voor kampioenschapspunten bij de coureurs. Inschrijvingen in het rood komen in aanmerking voor kampioenschapspunten bij de coureurs, maar komen alleen in aanmerking voor kampioenschapspunten bij de constructeurs tijdens de 24 uur van Le Mans.

### LMP1
| Team                  | Auto                    | Motor                                   | Banden | Nr. | Coureur           | Races     |
| --------------------- | ----------------------- | --------------------------------------- | ------ | --- | ----------------- | --------- |
| Audi Sport Team Joest | Audi R18 e-tron quattro | Audi TDI 3.7L Turbo V6 (Hybride Diesel) | M      | 1   | André Lotterer    | Alle      |
| Audi Sport Team Joest | Audi R18 e-tron quattro | Audi TDI 3.7L Turbo V6 (Hybride Diesel) | M      | 1   | Benoît Tréluyer   | Alle      |
| Audi Sport Team Joest | Audi R18 e-tron quattro | Audi TDI 3.7L Turbo V6 (Hybride Diesel) | M      | 1   | Marcel Fässler    | Alle      |
| Audi Sport Team Joest | Audi R18 e-tron quattro | Audi TDI 3.7L Turbo V6 (Hybride Diesel) | M      | 2   | Tom Kristensen    | Alle      |
| Audi Sport Team Joest | Audi R18 e-tron quattro | Audi TDI 3.7L Turbo V6 (Hybride Diesel) | M      | 2   | Allan McNish      | Alle      |
| Audi Sport Team Joest | Audi R18 e-tron quattro | Audi TDI 3.7L Turbo V6 (Hybride Diesel) | M      | 2   | Loïc Duval        | Alle      |
| Audi Sport Team Joest | Audi R18 e-tron quattro | Audi TDI 3.7L Turbo V6 (Hybride Diesel) | M      | 3   | Marc Gené         | 2-3       |
| Audi Sport Team Joest | Audi R18 e-tron quattro | Audi TDI 3.7L Turbo V6 (Hybride Diesel) | M      | 3   | Oliver Jarvis     | 2-3       |
| Audi Sport Team Joest | Audi R18 e-tron quattro | Audi TDI 3.7L Turbo V6 (Hybride Diesel) | M      | 3   | Lucas di Grassi   | 2-3       |
| Toyota Racing         | Toyota TS030 Hybrid     | Toyota 3.4L V8 (Hybride)                | M      | 7   | Alexander Wurz    | 1-3, 6-8  |
| Toyota Racing         | Toyota TS030 Hybrid     | Toyota 3.4L V8 (Hybride)                | M      | 7   | Nicolas Lapierre  | 1-3, 6-8  |
| Toyota Racing         | Toyota TS030 Hybrid     | Toyota 3.4L V8 (Hybride)                | M      | 7   | Kazuki Nakajima   | 2-3, 6, 8 |
| Toyota Racing         | Toyota TS030 Hybrid     | Toyota 3.4L V8 (Hybride)                | M      | 8   | Anthony Davidson  | Alle      |
| Toyota Racing         | Toyota TS030 Hybrid     | Toyota 3.4L V8 (Hybride)                | M      | 8   | Sébastien Buemi   | Alle      |
| Toyota Racing         | Toyota TS030 Hybrid     | Toyota 3.4L V8 (Hybride)                | M      | 8   | Stéphane Sarrazin | Alle      |
| Rebellion Racing      | Lola B12/60             | Toyota RV8KLM 3.4L V8                   | M      | 12  | Nicolas Prost     | 1-5, 7-8  |
| Rebellion Racing      | Lola B12/60             | Toyota RV8KLM 3.4L V8                   | M      | 12  | Nick Heidfeld     | 1-5       |
| Rebellion Racing      | Lola B12/60             | Toyota RV8KLM 3.4L V8                   | M      | 12  | Neel Jani         | 1-3       |
| Rebellion Racing      | Lola B12/60             | Toyota RV8KLM 3.4L V8                   | M      | 12  | Mathias Beche     | 4-8       |
| Rebellion Racing      | Lola B12/60             | Toyota RV8KLM 3.4L V8                   | M      | 12  | Andrea Belicchi   | 6-8       |
| Rebellion Racing      | Lola B12/60             | Toyota RV8KLM 3.4L V8                   | M      | 13  | Andrea Belicchi   | 1-3       |
| Rebellion Racing      | Lola B12/60             | Toyota RV8KLM 3.4L V8                   | M      | 13  | Mathias Beche     | 1-3       |
| Rebellion Racing      | Lola B12/60             | Toyota RV8KLM 3.4L V8                   | M      | 13  | Congfu Cheng      | 1-3       |
| Strakka Racing        | HPD ARX-03c             | Honda LM-V8 3.4L V8                     | M      | 21  | Nick Leventis     | 1-3       |
| Strakka Racing        | HPD ARX-03c             | Honda LM-V8 3.4L V8                     | M      | 21  | Danny Watts       | 1-3       |
| Strakka Racing        | HPD ARX-03c             | Honda LM-V8 3.4L V8                     | M      | 21  | Jonny Kane        | 1-3       |

### LMP2
| Team                    | Auto        | Motor                 | Banden | Nr. | Coureur                  | Races     |
| ----------------------- | ----------- | --------------------- | ------ | --- | ------------------------ | --------- |
| OAK Racing              | Morgan LMP2 | Nissan VK45DE 4.5L V8 | D      | 24  | Olivier Pla              | Alle      |
| OAK Racing              | Morgan LMP2 | Nissan VK45DE 4.5L V8 | D      | 24  | Alex Brundle             | Alle      |
| OAK Racing              | Morgan LMP2 | Nissan VK45DE 4.5L V8 | D      | 24  | David Heinemeier Hansson | Alle      |
| OAK Racing              | Morgan LMP2 | Nissan VK45DE 4.5L V8 | D      | 35  | Bertrand Baguette        | Alle      |
| OAK Racing              | Morgan LMP2 | Nissan VK45DE 4.5L V8 | D      | 35  | Martin Plowman           | Alle      |
| OAK Racing              | Morgan LMP2 | Nissan VK45DE 4.5L V8 | D      | 35  | Ricardo González         | Alle      |
| OAK Racing              | Morgan LMP2 | Nissan VK45DE 4.5L V8 | D      | 45  | Jacques Nicolet          | Alle      |
| OAK Racing              | Morgan LMP2 | Nissan VK45DE 4.5L V8 | D      | 45  | Jean-Marc Merlin         | 1-5       |
| OAK Racing              | Morgan LMP2 | Nissan VK45DE 4.5L V8 | D      | 45  | Philippe Mondolot        | 3         |
| OAK Racing              | Morgan LMP2 | Nissan VK45DE 4.5L V8 | D      | 45  | Keiko Ihara              | 4, 6-8    |
| OAK Racing              | Morgan LMP2 | Nissan VK45DE 4.5L V8 | D      | 45  | Erik Maris               | 5         |
| OAK Racing              | Morgan LMP2 | Nissan VK45DE 4.5L V8 | D      | 45  | David Cheng              | 7-8       |
| Delta-ADR               | Oreca 03    | Nissan VK45DE 4.5L V8 | D      | 25  | Tor Graves               | 1-7       |
| Delta-ADR               | Oreca 03    | Nissan VK45DE 4.5L V8 | D      | 25  | James Walker             | 1-2, 4-6  |
| Delta-ADR               | Oreca 03    | Nissan VK45DE 4.5L V8 | D      | 25  | Antônio Pizzonia         | 1-2       |
| Delta-ADR               | Oreca 03    | Nissan VK45DE 4.5L V8 | D      | 25  | Archie Hamilton          | 3         |
| Delta-ADR               | Oreca 03    | Nissan VK45DE 4.5L V8 | D      | 25  | Shinji Nakano            | 3, 6      |
| Delta-ADR               | Oreca 03    | Nissan VK45DE 4.5L V8 | D      | 25  | Robbie Kerr              | 4, 7-8    |
| Delta-ADR               | Oreca 03    | Nissan VK45DE 4.5L V8 | D      | 25  | Rudy Junco               | 5         |
| Delta-ADR               | Oreca 03    | Nissan VK45DE 4.5L V8 | D      | 25  | Craig Dolby              | 7-8       |
| Delta-ADR               | Oreca 03    | Nissan VK45DE 4.5L V8 | D      | 25  | Fabien Giroix            | 8         |
| G-Drive Racing          | Oreca 03    | Nissan VK45DE 4.5L V8 | D      | 26  | Roman Roesinov           | Alle      |
| G-Drive Racing          | Oreca 03    | Nissan VK45DE 4.5L V8 | D      | 26  | Mike Conway              | Alle      |
| G-Drive Racing          | Oreca 03    | Nissan VK45DE 4.5L V8 | D      | 26  | John Martin              | Alle      |
| Gulf Racing Middle East | Lola B12/80 | Nissan VK45DE 4.5L V8 | D      | 28  | Fabien Giroix            | 2-3       |
| Gulf Racing Middle East | Lola B12/80 | Nissan VK45DE 4.5L V8 | D      | 28  | Keiko Ihara              | 2-3       |
| Gulf Racing Middle East | Lola B12/80 | Nissan VK45DE 4.5L V8 | D      | 28  | Frédéric Fatien          | 2         |
| Gulf Racing Middle East | Lola B12/80 | Nissan VK45DE 4.5L V8 | D      | 28  | Philippe Haezebrouck     | 3         |
| Lotus                   | Lotus T128  | Praga (Judd) 3.6L V8  | D      | 31  | Kevin Weeda              | Alle      |
| Lotus                   | Lotus T128  | Praga (Judd) 3.6L V8  | D      | 31  | Vitantonio Liuzzi        | 1-2, 5-8  |
| Lotus                   | Lotus T128  | Praga (Judd) 3.6L V8  | D      | 31  | Christophe Bouchut       | 1, 3-4, 7 |
| Lotus                   | Lotus T128  | Praga (Judd) 3.6L V8  | D      | 31  | James Rossiter           | 2-3, 5-6  |
| Lotus                   | Lotus T128  | Praga (Judd) 3.6L V8  | D      | 31  | Lucas Auer               | 8         |
| Lotus                   | Lotus T128  | Praga (Judd) 3.6L V8  | D      | 32  | Thomas Holzer            | Alle      |
| Lotus                   | Lotus T128  | Praga (Judd) 3.6L V8  | D      | 32  | Dominik Kraihamer        | Alle      |
| Lotus                   | Lotus T128  | Praga (Judd) 3.6L V8  | D      | 32  | Jan Charouz              | Alle      |
| Greaves Motorsport      | Zytek Z11SN | Nissan VK45DE 4.5L V8 | D      | 41  | Chris Dyson              | 1-2, 5    |
| Greaves Motorsport      | Zytek Z11SN | Nissan VK45DE 4.5L V8 | D      | 41  | Michael Marsal           | 1-2       |
| Greaves Motorsport      | Zytek Z11SN | Nissan VK45DE 4.5L V8 | D      | 41  | Tom Kimber-Smith         | 1-3, 5    |
| Greaves Motorsport      | Zytek Z11SN | Nissan VK45DE 4.5L V8 | D      | 41  | Alexander Rossi          | 3         |
| Greaves Motorsport      | Zytek Z11SN | Nissan VK45DE 4.5L V8 | D      | 41  | Eric Lux                 | 3, 7      |
| Greaves Motorsport      | Zytek Z11SN | Nissan VK45DE 4.5L V8 | D      | 41  | Christian Zugel          | 4-5       |
| Greaves Motorsport      | Zytek Z11SN | Nissan VK45DE 4.5L V8 | D      | 41  | Gunnar Jeannette         | 4         |
| Greaves Motorsport      | Zytek Z11SN | Nissan VK45DE 4.5L V8 | D      | 41  | Björn Wirdheim           | 4, 7-8    |
| Greaves Motorsport      | Zytek Z11SN | Nissan VK45DE 4.5L V8 | D      | 41  | Mark Shulzhitskiy        | 7         |
| Greaves Motorsport      | Zytek Z11SN | Nissan VK45DE 4.5L V8 | D      | 41  | Wolfgang Reip            | 8         |
| Greaves Motorsport      | Zytek Z11SN | Nissan VK45DE 4.5L V8 | D      | 41  | Jon Lancaster            | 8         |
| Greaves Motorsport      | Zytek Z11SN | Nissan VK45DE 4.5L V8 | D      | 42  | Michael Krumm            | 3         |
| Greaves Motorsport      | Zytek Z11SN | Nissan VK45DE 4.5L V8 | D      | 42  | Jann Mardenborough       | 3         |
| Greaves Motorsport      | Zytek Z11SN | Nissan VK45DE 4.5L V8 | D      | 42  | Lucas Ordóñez            | 3         |
| Pecom Racing            | Oreca 03    | Nissan VK45DE 4.5L V8 | M      | 49  | Luis Pérez Companc       | Alle      |
| Pecom Racing            | Oreca 03    | Nissan VK45DE 4.5L V8 | M      | 49  | Pierre Kaffer            | Alle      |
| Pecom Racing            | Oreca 03    | Nissan VK45DE 4.5L V8 | M      | 49  | Nicolas Minassian        | Alle      |

### LMGTE Pro
| Team                    | Auto                     | Motor                | Banden | Nr. | Coureur              | Races    |
| ----------------------- | ------------------------ | -------------------- | ------ | --- | -------------------- | -------- |
| AF Corse                | Ferrari 458 Italia GT2   | Ferrari F142 4.5L V8 | M      | 51  | Gianmaria Bruni      | Alle     |
| AF Corse                | Ferrari 458 Italia GT2   | Ferrari F142 4.5L V8 | M      | 51  | Giancarlo Fisichella | 1-7      |
| AF Corse                | Ferrari 458 Italia GT2   | Ferrari F142 4.5L V8 | M      | 51  | Matteo Malucelli     | 3        |
| AF Corse                | Ferrari 458 Italia GT2   | Ferrari F142 4.5L V8 | M      | 51  | Toni Vilander        | 8        |
| AF Corse                | Ferrari 458 Italia GT2   | Ferrari F142 4.5L V8 | M      | 71  | Kamui Kobayashi      | Alle     |
| AF Corse                | Ferrari 458 Italia GT2   | Ferrari F142 4.5L V8 | M      | 71  | Toni Vilander        | 1-7      |
| AF Corse                | Ferrari 458 Italia GT2   | Ferrari F142 4.5L V8 | M      | 71  | Olivier Beretta      | 3        |
| AF Corse                | Ferrari 458 Italia GT2   | Ferrari F142 4.5L V8 | M      | 71  | Giancarlo Fisichella | 8        |
| Porsche AG Team Manthey | Porsche 911 RSR          | Porsche 4.0L Flat-6  | M      | 91  | Jörg Bergmeister     | Alle     |
| Porsche AG Team Manthey | Porsche 911 RSR          | Porsche 4.0L Flat-6  | M      | 91  | Patrick Pilet        | Alle     |
| Porsche AG Team Manthey | Porsche 911 RSR          | Porsche 4.0L Flat-6  | M      | 91  | Timo Bernhard        | 1-3      |
| Porsche AG Team Manthey | Porsche 911 RSR          | Porsche 4.0L Flat-6  | M      | 92  | Marc Lieb            | Alle     |
| Porsche AG Team Manthey | Porsche 911 RSR          | Porsche 4.0L Flat-6  | M      | 92  | Richard Lietz        | Alle     |
| Porsche AG Team Manthey | Porsche 911 RSR          | Porsche 4.0L Flat-6  | M      | 92  | Romain Dumas         | 1-3      |
| Aston Martin Racing     | Aston Martin Vantage GTE | Aston Martin 4.5L V8 | M      | 97  | Darren Turner        | Alle     |
| Aston Martin Racing     | Aston Martin Vantage GTE | Aston Martin 4.5L V8 | M      | 97  | Stefan Mücke         | Alle     |
| Aston Martin Racing     | Aston Martin Vantage GTE | Aston Martin 4.5L V8 | M      | 97  | Bruno Senna          | 1        |
| Aston Martin Racing     | Aston Martin Vantage GTE | Aston Martin 4.5L V8 | M      | 97  | Peter Dumbreck       | 2-3      |
| Aston Martin Racing     | Aston Martin Vantage GTE | Aston Martin 4.5L V8 | M      | 97  | Oliver Gavin         | 5        |
| Aston Martin Racing     | Aston Martin Vantage GTE | Aston Martin 4.5L V8 | M      | 97  | Frédéric Makowiecki  | 6        |
| Aston Martin Racing     | Aston Martin Vantage GTE | Aston Martin 4.5L V8 | M      | 98  | Bruno Senna          | 2        |
| Aston Martin Racing     | Aston Martin Vantage GTE | Aston Martin 4.5L V8 | M      | 98  | Frédéric Makowiecki  | 2        |
| Aston Martin Racing     | Aston Martin Vantage GTE | Aston Martin 4.5L V8 | M      | 98  | Rob Bell             | 2        |
| Aston Martin Racing     | Aston Martin Vantage GTE | Aston Martin 4.5L V8 | M      | 98  | Bill Auberlen        | 3        |
| Aston Martin Racing     | Aston Martin Vantage GTE | Aston Martin 4.5L V8 | M      | 98  | Paul Dalla Lana      | 3-5      |
| Aston Martin Racing     | Aston Martin Vantage GTE | Aston Martin 4.5L V8 | M      | 98  | Pedro Lamy           | 3-5      |
| Aston Martin Racing     | Aston Martin Vantage GTE | Aston Martin 4.5L V8 | M      | 98  | Richie Stanaway      | 4-5      |
| Aston Martin Racing     | Aston Martin Vantage GTE | Aston Martin 4.5L V8 | M      | 99  | Paul Dalla Lana      | 1-2      |
| Aston Martin Racing     | Aston Martin Vantage GTE | Aston Martin 4.5L V8 | M      | 99  | Pedro Lamy           | 1-2, 6-8 |
| Aston Martin Racing     | Aston Martin Vantage GTE | Aston Martin 4.5L V8 | M      | 99  | Frédéric Makowiecki  | 1, 3, 5  |
| Aston Martin Racing     | Aston Martin Vantage GTE | Aston Martin 4.5L V8 | M      | 99  | Richie Stanaway      | 2, 6-8   |
| Aston Martin Racing     | Aston Martin Vantage GTE | Aston Martin 4.5L V8 | M      | 99  | Rob Bell             | 3-4      |
| Aston Martin Racing     | Aston Martin Vantage GTE | Aston Martin 4.5L V8 | M      | 99  | Bruno Senna          | 3-5, 7-8 |

### LMGTE Am
| Team                    | Auto                     | Motor                | Banden | Nr. | Coureur                | Races    |
| ----------------------- | ------------------------ | -------------------- | ------ | --- | ---------------------- | -------- |
| Larbre Compétition      | Chevrolet Corvette C6.R  | Chevrolet 5.5L V8    | M      | 50  | Patrick Bornhauser     | Alle     |
| Larbre Compétition      | Chevrolet Corvette C6.R  | Chevrolet 5.5L V8    | M      | 50  | Julien Canal           | Alle     |
| Larbre Compétition      | Chevrolet Corvette C6.R  | Chevrolet 5.5L V8    | M      | 50  | Fernando Rees          | 1-2, 4-8 |
| Larbre Compétition      | Chevrolet Corvette C6.R  | Chevrolet 5.5L V8    | M      | 50  | Ricky Taylor           | 3        |
| Larbre Compétition      | Chevrolet Corvette C6.R  | Chevrolet 5.5L V8    | M      | 70  | Cooper MacNeil         | 3        |
| Larbre Compétition      | Chevrolet Corvette C6.R  | Chevrolet 5.5L V8    | M      | 70  | Manuel Rodrigues       | 3        |
| Larbre Compétition      | Chevrolet Corvette C6.R  | Chevrolet 5.5L V8    | M      | 70  | Philippe Dumas         | 3        |
| AF Corse                | Ferrari 458 Italia GT2   | Ferrari F142 4.5L V8 | M      | 54  | Yannick Mallégol       | 2-3      |
| AF Corse                | Ferrari 458 Italia GT2   | Ferrari F142 4.5L V8 | M      | 54  | Jean-Marc Bachelier    | 2-3      |
| AF Corse                | Ferrari 458 Italia GT2   | Ferrari F142 4.5L V8 | M      | 54  | Howard Blank           | 2-3      |
| AF Corse                | Ferrari 458 Italia GT2   | Ferrari F142 4.5L V8 | M      | 55  | Piergiuseppe Perazzini | 3        |
| AF Corse                | Ferrari 458 Italia GT2   | Ferrari F142 4.5L V8 | M      | 55  | Lorenzo Casè           | 3        |
| AF Corse                | Ferrari 458 Italia GT2   | Ferrari F142 4.5L V8 | M      | 55  | Darryl O'Young         | 3        |
| AF Corse                | Ferrari 458 Italia GT2   | Ferrari F142 4.5L V8 | M      | 61  | Jack Gerber            | 1-7      |
| AF Corse                | Ferrari 458 Italia GT2   | Ferrari F142 4.5L V8 | M      | 61  | Matt Griffin           | Alle     |
| AF Corse                | Ferrari 458 Italia GT2   | Ferrari F142 4.5L V8 | M      | 61  | Marco Cioci            | 1-7      |
| AF Corse                | Ferrari 458 Italia GT2   | Ferrari F142 4.5L V8 | M      | 61  | François Perrodo       | 8        |
| AF Corse                | Ferrari 458 Italia GT2   | Ferrari F142 4.5L V8 | M      | 61  | Emmanuel Collard       | 8        |
| Krohn Racing            | Ferrari 458 Italia GT2   | Ferrari F142 4.5L V8 | M      | 57  | Tracy Krohn            | Alle     |
| Krohn Racing            | Ferrari 458 Italia GT2   | Ferrari F142 4.5L V8 | M      | 57  | Niclas Jönsson         | Alle     |
| Krohn Racing            | Ferrari 458 Italia GT2   | Ferrari F142 4.5L V8 | M      | 57  | Maurizio Mediani       | Alle     |
| IMSA Performance Matmut | Porsche 997 GT3-RSR      | Porsche 4.0L Flat-6  | M      | 67  | Pascal Gibon           | 3        |
| IMSA Performance Matmut | Porsche 997 GT3-RSR      | Porsche 4.0L Flat-6  | M      | 67  | Patrice Milesi         | 3        |
| IMSA Performance Matmut | Porsche 997 GT3-RSR      | Porsche 4.0L Flat-6  | M      | 67  | Wolf Henzler           | 3        |
| IMSA Performance Matmut | Porsche 997 GT3-RSR      | Porsche 4.0L Flat-6  | M      | 76  | Raymond Narac          | Alle     |
| IMSA Performance Matmut | Porsche 997 GT3-RSR      | Porsche 4.0L Flat-6  | M      | 76  | Jean Karl Vernay       | Alle     |
| IMSA Performance Matmut | Porsche 997 GT3-RSR      | Porsche 4.0L Flat-6  | M      | 76  | Christophe Bourret     | 1, 3-4   |
| IMSA Performance Matmut | Porsche 997 GT3-RSR      | Porsche 4.0L Flat-6  | M      | 76  | Markus Palttala        | 6-8      |
| 8 Star Motorsports      | Ferrari 458 Italia GT2   | Ferrari F142 4.5L V8 | M      | 81  | Enzo Potolicchio       | Alle     |
| 8 Star Motorsports      | Ferrari 458 Italia GT2   | Ferrari F142 4.5L V8 | M      | 81  | Rui Águas              | Alle     |
| 8 Star Motorsports      | Ferrari 458 Italia GT2   | Ferrari F142 4.5L V8 | M      | 81  | Philipp Peter          | 1        |
| 8 Star Motorsports      | Ferrari 458 Italia GT2   | Ferrari F142 4.5L V8 | M      | 81  | Matteo Malucelli       | 2, 5     |
| 8 Star Motorsports      | Ferrari 458 Italia GT2   | Ferrari F142 4.5L V8 | M      | 81  | Jason Bright           | 3        |
| 8 Star Motorsports      | Ferrari 458 Italia GT2   | Ferrari F142 4.5L V8 | M      | 81  | Davide Rigon           | 4, 6-8   |
| Proton Competition      | Porsche 997 GT3-RSR      | Porsche 4.0L Flat-6  | M      | 88  | Christian Ried         | Alle     |
| Proton Competition      | Porsche 997 GT3-RSR      | Porsche 4.0L Flat-6  | M      | 88  | Gianluca Roda          | Alle     |
| Proton Competition      | Porsche 997 GT3-RSR      | Porsche 4.0L Flat-6  | M      | 88  | Paolo Ruberti          | Alle     |
| Aston Martin Racing     | Aston Martin Vantage GTE | Aston Martin 4.5L V8 | M      | 95  | Christoffer Nygaard    | Alle     |
| Aston Martin Racing     | Aston Martin Vantage GTE | Aston Martin 4.5L V8 | M      | 95  | Kristian Poulsen       | Alle     |
| Aston Martin Racing     | Aston Martin Vantage GTE | Aston Martin 4.5L V8 | M      | 95  | Allan Simonsen         | 1-3      |
| Aston Martin Racing     | Aston Martin Vantage GTE | Aston Martin 4.5L V8 | M      | 95  | Nicki Thiim            | 4-5, 7-8 |
| Aston Martin Racing     | Aston Martin Vantage GTE | Aston Martin 4.5L V8 | M      | 95  | Bruno Senna            | 6        |
| Aston Martin Racing     | Aston Martin Vantage GTE | Aston Martin 4.5L V8 | M      | 96  | Jamie Campbell-Walter  | Alle     |
| Aston Martin Racing     | Aston Martin Vantage GTE | Aston Martin 4.5L V8 | M      | 96  | Stuart Hall            | Alle     |
| Aston Martin Racing     | Aston Martin Vantage GTE | Aston Martin 4.5L V8 | M      | 96  | Roald Goethe           | 1-3, 8   |
| Aston Martin Racing     | Aston Martin Vantage GTE | Aston Martin 4.5L V8 | M      | 96  | Jonathan Adam          | 6-7      |

## Resultaten
| Ronde | Circuit     | Winnaar LMP1                                       | Winnaar LMP1-privé                          | Winnaar LMP2                                       | Winnaar LMGTE Pro                              | Winnaar LMGTE Am                                    | Verslag |
| ----- | ----------- | -------------------------------------------------- | ------------------------------------------- | -------------------------------------------------- | ---------------------------------------------- | --------------------------------------------------- | ------- |
| 1     | Silverstone | #2 Audi Sport Team Joest                           | #12 Rebellion Racing                        | #25 Delta-ADR                                      | #97 Aston Martin Racing                        | #95 Aston Martin Racing                             | Verslag |
| 1     | Silverstone | Allan McNish Tom Kristensen Loïc Duval             | Nicolas Prost Nick Heidfeld Neel Jani       | Antônio Pizzonia Tor Graves James Walker           | Darren Turner Stefan Mücke Bruno Senna         | Allan Simonsen Christoffer Nygaard Kristian Poulsen | Verslag |
| 2     | Spa         | #1 Audi Sport Team Joest                           | #12 Rebellion Racing                        | #49 PeCom Racing                                   | #51 AF Corse                                   | #81 8 Star Motorsports                              | Verslag |
| 2     | Spa         | André Lotterer Benoît Tréluyer Marcel Fässler      | Nicolas Prost Nick Heidfeld Neel Jani       | Luis Pérez Companc Pierre Kaffer Nicolas Minassian | Gianmaria Bruni Giancarlo Fisichella           | Enzo Potolicchio Rui Águas Matteo Malucelli         | Verslag |
| 3     | Le Mans     | #2 Audi Sport Team Joest                           | #21 Strakka Racing                          | #35 OAK Racing                                     | #92 Porsche AG Team Manthey                    | #76 IMSA Performance Matmut                         | Verslag |
| 3     | Le Mans     | Allan McNish Tom Kristensen Loïc Duval             | Nick Leventis Danny Watts Jonny Kane        | Bertrand Baguette Martin Plowman Ricardo González  | Marc Lieb Richard Lietz Romain Dumas           | Raymond Narac Jean Karl Vernay Christophe Bourret   | Verslag |
| 4     | Interlagos  | #1 Audi Sport Team Joest                           | #12 Rebellion Racing                        | #26 G-Drive Racing                                 | #51 AF Corse                                   | #96 Aston Martin Racing                             | Verslag |
| 4     | Interlagos  | André Lotterer Benoît Tréluyer Marcel Fässler      | Nicolas Prost Nick Heidfeld Mathias Beche   | Roman Roesinov Mike Conway John Martin             | Gianmaria Bruni Giancarlo Fisichella           | Jamie Campbell-Walter Stuart Hall                   | Verslag |
| 5     | Austin      | #2 Audi Sport Team Joest                           | #12 Rebellion Racing                        | #26 G-Drive Racing                                 | #99 Aston Martin Racing                        | #96 Aston Martin Racing                             | Verslag |
| 5     | Austin      | Allan McNish Tom Kristensen Loïc Duval             | Nicolas Prost Nick Heidfeld Mathias Beche   | Roman Roesinov Mike Conway John Martin             | Frédéric Makowiecki Bruno Senna                | Jamie Campbell-Walter Stuart Hall                   | Verslag |
| 6     | Fuji        | #7 Toyota Racing                                   | #12 Rebellion Racing                        | #35 OAK Racing                                     | #97 Aston Martin Racing                        | #95 Aston Martin Racing                             | Verslag |
| 6     | Fuji        | Alexander Wurz Nicolas Lapierre Kazuki Nakajima    | Andrea Belicchi Mathias Beche               | Bertrand Baguette Martin Plowman Ricardo González  | Darren Turner Stefan Mücke Frédéric Makowiecki | Kristian Poulsen Christoffer Nygaard Bruno Senna    | Verslag |
| 7     | Shanghai    | #1 Audi Sport Team Joest                           | #12 Rebellion Racing                        | #26 G-Drive Racing                                 | #97 Aston Martin Racing                        | #81 8 Star Motorsports                              | Verslag |
| 7     | Shanghai    | André Lotterer Benoît Tréluyer Marcel Fässler      | Nicolas Prost Andrea Belicchi Mathias Beche | Roman Roesinov Mike Conway John Martin             | Darren Turner Stefan Mücke                     | Enzo Potolicchio Rui Águas Davide Rigon             | Verslag |
| 8     | Bahrein     | #8 Toyota Racing                                   | geen finishers                              | #26 G-Drive Racing                                 | #51 AF Corse                                   | #95 Aston Martin Racing                             | Verslag |
| 8     | Bahrein     | Sébastien Buemi Anthony Davidson Stéphane Sarrazin | geen finishers                              | Roman Roesinov Mike Conway John Martin             | Gianmaria Bruni Toni Vilander                  | Christoffer Nygaard Kristian Poulsen Nicki Thiim    | Verslag |

## Kampioenschappen

### Puntensysteem
- Inschrijvingen vertrekkend van pole-position zijn vetgedrukt.
- Voor de 24 uur van Le Mans werden dubbele punten uitgereikt.
- Voor de 6 uur van Fuji werden halve punten uitgereikt omdat er minder dan 75% van de geplande racetijd werd voltooid.

| Positie | 1e | 2e | 3e | 4e | 5e | 6e | 7e | 8e | 9e | 10e | Overig | Pole |
| Punten  | 25 | 18 | 15 | 12 | 10 | 8  | 6  | 4  | 2  | 1   | 0,5    | 1    |

### Coureurs
Er worden vier titels uitgereikt aan de coureurs, waarvan twee wereldkampioenschappen. De kampioenen in de LMP- en de GT-klassen worden gekroond tot wereldkampioen, terwijl de kampioenen in de LMP2- en LMGTE Am-klassen een FIA Endurance Trophy krijgen.

#### LMP
| Pos. | Coureur                  | Team                  | SIL | SPA | LEM | SÃO | COA | FUJ | SHA | BHR | Punten |
| ---- | ------------------------ | --------------------- | --- | --- | --- | --- | --- | --- | --- | --- | ------ |
| 1    | Allan McNish             | Audi Sport Team Joest | 1   | 2   | 1   | 2   | 1   | 2   | 3   | DNF | 162    |
| 1    | Tom Kristensen           | Audi Sport Team Joest | 1   | 2   | 1   | 2   | 1   | 2   | 3   | DNF | 162    |
| 1    | Loïc Duval               | Audi Sport Team Joest | 1   | 2   | 1   | 2   | 1   | 2   | 3   | DNF | 162    |
| 2    | André Lotterer           | Audi Sport Team Joest | 2   | 1   | 5   | 1   | 3   | 12  | 1   | 2   | 149,25 |
| 2    | Marcel Fässler           | Audi Sport Team Joest | 2   | 1   | 5   | 1   | 3   | 12  | 1   | 2   | 149,25 |
| 2    | Benoît Tréluyer          | Audi Sport Team Joest | 2   | 1   | 5   | 1   | 3   | 12  | 1   | 2   | 149,25 |
| 3    | Anthony Davidson         | Toyota Racing         | 3   | 4   | 2   | DNF | 2   | 13  | DNF | 1   | 106,25 |
| 3    | Stéphane Sarrazin        | Toyota Racing         | 3   | 4   | 2   | DNF | 2   | 13  | DNF | 1   | 106,25 |
| 3    | Sébastien Buemi          | Toyota Racing         | 3   | 4   | 2   | DNF | 2   | 13  | DNF | 1   | 106,25 |
| 4    | Alexander Wurz           | Toyota Racing         | 4   | DNF | 4   |     |     | 1   | 2   | DNF | 69,5   |
| 4    | Nicolas Lapierre         | Toyota Racing         | 4   | DNF | 4   |     |     | 1   | 2   | DNF | 69,5   |
| 5    | Mathias Beche            | Rebellion Racing      | 6   | 6   | 13  | 3   | 4   | 3   | 4   | DNF | 63,5   |
| 6    | Nicolas Prost            | Rebellion Racing      | 5   | 5   | 12  | 3   | 4   |     | 4   | DNF | 60     |
| 7    | John Martin              | G-Drive Racing        | 12  | 11  | EX  | 4   | 5   | 5   | 5   | 3   | 53     |
| 7    | Mike Conway              | G-Drive Racing        | 12  | 11  | EX  | 4   | 5   | 5   | 5   | 3   | 53     |
| 7    | Roman Roesinov           | G-Drive Racing        | 12  | 11  | EX  | 4   | 5   | 5   | 5   | 3   | 53     |
| 8    | Nick Heidfeld            | Rebellion Racing      | 5   | 5   | 12  | 3   | 4   |     |     |     | 48     |
| 9    | Lucas di Grassi          | Audi Sport Team Joest |     | 3   | 3   |     |     |     |     |     | 45     |
| 9    | Marc Gené                | Audi Sport Team Joest |     | 3   | 3   |     |     |     |     |     | 45     |
| 9    | Oliver Jarvis            | Audi Sport Team Joest |     | 3   | 3   |     |     |     |     |     | 45     |
| 10   | Bertrand Baguette        | OAK Racing            | 10  | 10  | 7   | 5   | 11  | 4   | 7   | 6   | 44,5   |
| 10   | Martin Plowman           | OAK Racing            | 10  | 10  | 7   | 5   | 11  | 4   | 7   | 6   | 44,5   |
| 10   | Ricardo González         | OAK Racing            | 10  | 10  | 7   | 5   | 11  | 4   | 7   | 6   | 44,5   |
| 11   | David Heinemeier Hansson | OAK Racing            | 8   | 9   | 8   | 9   | 10  | 6   | 6   | 4   | 42     |
| 11   | Olivier Pla              | OAK Racing            | 8   | 9   | 8   | 9   | 10  | 6   | 6   | 4   | 42     |
| 11   | Alex Brundle             | OAK Racing            | 8   | 9   | 8   | 9   | 10  | 6   | 6   | 4   | 42     |
| 12   | Kazuki Nakajima          | Toyota Racing         |     | DNF | 4   |     |     | 1   |     | DNF | 37,5   |
| Pos. | Coureur                  | Team                  | SIL | SPA | LEM | SÃO | COA | FUJ | SHA | BHR | Punten |

#### GT
| Pos. | Coureur              | Team                    | SIL | SPA | LEM | SÃO | COA | FUJ | SHA | BHR | Punten |
| ---- | -------------------- | ----------------------- | --- | --- | --- | --- | --- | --- | --- | --- | ------ |
| 1    | Gianmaria Bruni      | AF Corse                | 5   | 1   | 5   | 1   | 2   | 2   | 4   | 1   | 145    |
| 2    | Giancarlo Fisichella | AF Corse                | 5   | 1   | 5   | 1   | 2   | 2   | 4   | 3   | 135    |
| 3    | Stefan Mücke         | Aston Martin Racing     | 1   | 4   | 3   | 2   | DNF | 1   | 1   | DNF | 125,5  |
| 3    | Darren Turner        | Aston Martin Racing     | 1   | 4   | 3   | 2   | DNF | 1   | 1   | DNF | 125,5  |
| 4    | Marc Lieb            | Porsche AG Team Manthey | 4   | 5   | 1   | 4   | 4   | 4   | 6   | 4   | 123    |
| 4    | Richard Lietz        | Porsche AG Team Manthey | 4   | 5   | 1   | 4   | 4   | 4   | 6   | 4   | 123    |
| 5    | Toni Vilander        | AF Corse                | 2   | 3   | 4   | DNF | 3   | 9   | 5   | 1   | 108    |
| 6    | Patrick Pilet        | Porsche AG Team Manthey | 7   | DNF | 2   | 3   | 9   | 3   | 3   | 2   | 99,5   |
| 6    | Jörg Bergmeister     | Porsche AG Team Manthey | 7   | DNF | 2   | 3   | 9   | 3   | 3   | 2   | 99,5   |
| 7    | Kamui Kobayashi      | AF Corse                | 2   | 3   | 4   | DNF | 3   | 9   | 5   | 3   | 98     |
| 8    | Bruno Senna          | Aston Martin Racing     | 1   | 2   | DNF | DNF | 1   | 5   | 2   | DNF | 94     |
| 9    | Frédéric Makowiecki  | Aston Martin Racing     | 3   | 2   | DNF |     | 1   | 1   |     |     | 73,5   |
| 10   | Romain Dumas         | Porsche AG Team Manthey | 4   | 5   | 1   |     |     |     |     |     | 72     |
| 11   | Pedro Lamy           | Aston Martin Racing     | 3   | 6   | DNF | 11  | DNF | 13  | 2   | DNF | 42,75  |
| 12   | Timo Bernhard        | Porsche AG Team Manthey | 7   | DNF | 2   |     |     |     |     |     | 42     |
| Pos. | Coureur              | Team                    | SIL | SPA | LEM | SÃO | COA | FUJ | SHA | BHR | Punten |

#### LMP2
| Pos. | Coureur                  | Team           | SIL | SPA | LEM | SÃO | COA | FUJ | SHA | BHR | Punten |
| ---- | ------------------------ | -------------- | --- | --- | --- | --- | --- | --- | --- | --- | ------ |
| 1    | Bertrand Baguette        | OAK Racing     | 4   | 3   | 1   | 2   | 7   | 1   | 3   | 4   | 141,5  |
| 1    | Martin Plowman           | OAK Racing     | 4   | 3   | 1   | 2   | 7   | 1   | 3   | 4   | 141,5  |
| 1    | Ricardo González         | OAK Racing     | 4   | 3   | 1   | 2   | 7   | 1   | 3   | 4   | 141,5  |
| 2    | Alex Brundle             | OAK Racing     | 2   | 2   | 2   | 6   | 6   | 3   | 2   | 2   | 132,5  |
| 2    | David Heinemeier Hansson | OAK Racing     | 2   | 2   | 2   | 6   | 6   | 3   | 2   | 2   | 132,5  |
| 2    | Olivier Pla              | OAK Racing     | 2   | 2   | 2   | 6   | 6   | 3   | 2   | 2   | 132,5  |
| 3    | John Martin              | G-Drive Racing | 6   | 4   | EX  | 1   | 1   | 2   | 1   | 1   | 132    |
| 3    | Mike Conway              | G-Drive Racing | 6   | 4   | EX  | 1   | 1   | 2   | 1   | 1   | 132    |
| 3    | Roman Roesinov           | G-Drive Racing | 6   | 4   | EX  | 1   | 1   | 2   | 1   | 1   | 132    |
| 4    | Luis Pérez Companc       | Pecom Racing   | 3   | 1   | 4   | 3   | 2   | 5   | DNF | 7   | 110    |
| 4    | Nicolas Minassian        | Pecom Racing   | 3   | 1   | 4   | 3   | 2   | 5   | DNF | 7   | 110    |
| 4    | Pierre Kaffer            | Pecom Racing   | 3   | 1   | 4   | 3   | 2   | 5   | DNF | 7   | 110    |
| 5    | Tor Graves               | Delta-ADR      | 1   | DNF | DNF | DNF | 4   | 4   | 4   |     | 56     |
| Pos. | Coureur                  | Team           | SIL | SPA | LEM | SÃO | COA | FUJ | SHA | BHR | Punten |

#### LMGTE Am
| Pos. | Coureur               | Team                    | SIL | SPA | LEM | SÃO | COA | FUJ | SHA | BHR | Punten |
| ---- | --------------------- | ----------------------- | --- | --- | --- | --- | --- | --- | --- | --- | ------ |
| 1    | Jamie Campbell-Walter | Aston Martin Racing     | 4   | 4   | 5   | 1   | 1   | 2   | 3   | 5   | 129    |
| 1    | Stuart Hall           | Aston Martin Racing     | 4   | 4   | 5   | 1   | 1   | 2   | 3   | 5   | 129    |
| 2    | Rui Águas             | 8 Star Motorsports      | 3   | 1   | 8   | 2   | 4   | 4   | 1   | 2   | 128    |
| 2    | Enzo Potolicchio      | 8 Star Motorsports      | 3   | 1   | 8   | 2   | 4   | 4   | 1   | 2   | 128    |
| 3    | Jean Karl Vernay      | IMSA Performance Matmut | 7   | 6   | 1   | 4   | 3   | 5   | 2   | 6   | 122    |
| 3    | Raymond Narac         | IMSA Performance Matmut | 7   | 6   | 1   | 4   | 3   | 5   | 2   | 6   | 122    |
| 4    | Kristian Poulsen      | Aston Martin Racing     | 1   | 2   | DNF | DNF | 2   | 1   | DNF | 1   | 104,5  |
| 4    | Christoffer Nygaard   | Aston Martin Racing     | 1   | 2   | DNF | DNF | 2   | 1   | DNF | 1   | 104,5  |
| 5    | Julien Canal          | Larbre Compétition      | 2   | 3   | 4   | 6   | 6   | 8   | 5   | 4   | 97     |
| 5    | Patrick Bornhauser    | Larbre Compétition      | 2   | 3   | 4   | 6   | 6   | 8   | 5   | 4   | 97     |
| Pos. | Coureur               | Team                    | SIL | SPA | LEM | SÃO | COA | FUJ | SHA | BHR | Punten |

### Constructeurs en teams
Er worden zes titels uitgereikt aan de constructeurs en teams, waarvan twee wereldkampioenschappen. De kampioenen in de LMP1- en GTE-klassen worden gekroond tot wereldkampioen, terwijl de kampioenen in de LMP1-privé-, LMP2-, de LMGTE Pro- en LMGTE Am-klassen een FIA Endurance Trophy krijgen.

#### LMP1
Een constructeur ontvangt enkel punten voor de hoogst geklasseerde auto.
| Pos. | Constructeur | SIL | SPA | LEM | SÃO | COA | FUJ | SHA | BHR | Punten |
| ---- | ------------ | --- | --- | --- | --- | --- | --- | --- | --- | ------ |
| 1    | Audi         | 1   | 1   | 1   | 1   | 1   | 2   | 1   | 2   | 207    |
| 2    | Toyota       | 3   | 3   | 2   | DNF | 2   | 1   | 2   | 1   | 142,5  |
| Pos. | Constructeur | SIL | SPA | LEM | SÃO | COA | FUJ | SHA | BHR | Punten |

#### GTE
Een constructeur ontvangt enkel punten voor de twee hoogst geklasseerde auto's.
| Pos. | Constructeur | SIL | SPA | LEM | SÃO | COA | FUJ | SHA | BHR | Punten |
| ---- | ------------ | --- | --- | --- | --- | --- | --- | --- | --- | ------ |
| 1    | Ferrari      | 2   | 1   | 4   | 1   | 2   | 2   | 4   | 1   | 255    |
| 1    | Ferrari      | 5   | 2   | 5   | 6   | 3   | 8   | 5   | 3   | 255    |
| 2    | Aston Martin | 1   | 3   | 3   | 2   | 1   | 1   | 1   | 5   | 246,5  |
| 2    | Aston Martin | 3   | 5   | 8   | 5   | 5   | 5   | 2   | 8   | 246,5  |
| 3    | Porsche      | 4   | 4   | 1   | 3   | 4   | 3   | 3   | 2   | 230,5  |
| 3    | Porsche      | 7   | 9   | 2   | 4   | 7   | 4   | 6   | 4   | 230,5  |
| Pos. | Constructeur | SIL | SPA | LEM | SÃO | COA | FUJ | SHA | BHR | Punten |

#### LMP1-privé
| Pos. | Auto | Team             | SIL | SPA | LEM | SÃO | COA | FUJ | SHA | BHR | Punten |
| ---- | ---- | ---------------- | --- | --- | --- | --- | --- | --- | --- | --- | ------ |
| 1    | 12   | Rebellion Racing | 1   | 1   | 2   | 1   | 1   | 1   | 1   | DNF | 173,5  |
| 2    | 21   | Strakka Racing   | DNF | 2   | 1   |     |     |     |     |     | 68     |
| Pos. | Auto | Team             | SIL | SPA | LEM | SÃO | COA | FUJ | SHA | BHR | Punten |

#### LMP2
| Pos. | Auto | Team                    | SIL | SPA | LEM | SÃO | COA | FUJ | SHA | BHR | Punten |
| ---- | ---- | ----------------------- | --- | --- | --- | --- | --- | --- | --- | --- | ------ |
| 1    | 35   | OAK Racing              | 4   | 3   | 1   | 2   | 7   | 1   | 3   | 4   | 141,5  |
| 2    | 24   | OAK Racing              | 2   | 2   | 2   | 5   | 6   | 3   | 2   | 2   | 134,5  |
| 3    | 26   | G-Drive Racing          | 6   | 4   | EX  | 1   | 1   | 2   | 1   | 1   | 132    |
| 4    | 49   | Pecom Racing            | 3   | 1   | 3   | 3   | 2   | 5   | DNF | 6   | 118    |
| 5    | 41   | Greaves Motorsport      | 5   | DNS | 4   | 4   | 4   |     | 5   | 3   | 81     |
| 6    | 25   | Delta-ADR               | 1   | DNF | DNF | DNF | 4   | 4   | 4   | 5   | 66     |
| 7    | 32   | Lotus                   | NC  | 5   | DNF | DNF | 3   | 6   | 6   | DNF | 37     |
| 8    | 31   | Lotus                   | DNF | 6   | DNF | DNF | DNF | 7   | DNF | DNF | 11     |
| 9    | 28   | Gulf Racing Middle East |     | 7   | DNF |     |     |     |     |     | 6      |
| Pos. | Auto | Team                    | SIL | SPA | LEM | SÃO | COA | FUJ | SHA | BHR | Punten |

#### LMGTE Pro
| Pos. | Auto | Team                    | SIL | SPA | LEM | SÃO | COA | FUJ | SHA | BHR | Punten |
| ---- | ---- | ----------------------- | --- | --- | --- | --- | --- | --- | --- | --- | ------ |
| 1    | 51   | AF Corse                | 5   | 1   | 5   | 1   | 2   | 2   | 4   | 1   | 145    |
| 2    | 97   | Aston Martin Racing     | 1   | 3   | 3   | 2   | DNF | 1   | 1   | DNF | 128,5  |
| 3    | 92   | Porsche AG Team Manthey | 4   | 4   | 1   | 4   | 4   | 4   | 6   | 4   | 126    |
| 4    | 91   | Porsche AG Team Manthey | 6   | DNF | 2   | 3   | 5   | 3   | 3   | 2   | 109,5  |
| 5    | 71   | AF Corse                | 2   | 2   | 4   | DNF | 3   | 5   | 5   | 3   | 105    |
| 6    | 99   | Aston Martin Racing     | 3   | 5   | DNF | DNF | 1   | 6   | 2   | DNF | 74     |
| Pos. | Auto | Team                    | SIL | SPA | LEM | SÃO | COA | FUJ | SHA | BHR | Punten |

#### LMGTE Am
| Pos. | Auto | Team                    | SIL | SPA | LEM | SÃO | COA | FUJ | SHA | BHR | Punten |
| ---- | ---- | ----------------------- | --- | --- | --- | --- | --- | --- | --- | --- | ------ |
| 1    | 81   | 8 Star Motorsports      | 3   | 1   | 6   | 2   | 4   | 4   | 1   | 2   | 136    |
| 2    | 96   | Aston Martin Racing     | 4   | 4   | 4   | 1   | 1   | 2   | 3   | 5   | 133    |
| 3    | 76   | IMSA Performance Matmut | 7   | 6   | 1   | 4   | 3   | 5   | 2   | 6   | 122    |
| 4    | 95   | Aston Martin Racing     | 1   | 2   | DNF | DNF | 2   | 1   | DNF | 1   | 104,5  |
| 5    | 50   | Larbre Compétition      | 2   | 3   | 3   | 6   | 6   | 8   | 5   | 4   | 103    |
| 6    | 88   | Proton Competition      | 5   | 5   | 5   | 3   | 5   | 3   | 4   | DNF | 84,5   |
| 7    | 61   | AF Corse                | 8   | 8   | 2   | DNF | 7   | 7   | 6   | 3   | 76     |
| 8    | 57   | Krohn Racing            | 6   | 7   | DNF | 5   | 8   | 6   | DNF | DNF | 32     |
| Pos. | Auto | Team                    | SIL | SPA | LEM | SÃO | COA | FUJ | SHA | BHR | Punten |